# Estación de Doña Mencía
Doña Mencía fue una estación de ferrocarril que existió en el municipio español de Doña Mencía, perteneciente a la línea Linares-Puente Genil. En la actualidad el recinto se encuentra preservado. 

## Historia
La estación, perteneciente a la línea Linares-Puente Genil, fue construida por la Compañía de los Ferrocarriles Andaluces y puesta en servicio en 1893. En previsión del bajo volumen de tráfico que se preveía que iba a tener, la estación tuvo una consideración de tercera categoría y se levantó un edificio de viajeros de líneas sencillas —carecía de marquesina—. También disponía de un muelle de carga para el tráfico de mercancías y de varias vías de apartadero.
En 1941, con la nacionalización de los ferrocarriles de ancho ibérico, las instalaciones pasaron a manos de la recién creada RENFE. La línea se mantuvo operativa hasta su clausura en octubre de 1984, siendo desmantelada algún tiempo después. Tras el cierre de la línea, años después el antiguo edificio de viajeros ha sido rehabilitado como bar-restaurante.